# يان كروفورد (موسيقي)
يان كروفورد (بالإنجليزية: Ian Crawford)‏ هو موسيقي وعازف قيثارة أمريكي، ولد في 29 سبتمبر 1988 في يوجين في الولايات المتحدة.